# M-516
La M-516 es una carretera de la Red Local de la Comunidad de Madrid. Con una longitud de 5,58 km, une Majadahonda con Boadilla del Monte.

## Trayecto
Con una longitud de 5,58 km, la vía comienza su recorrido en el término municipal de Majadahonda en su enlace con la M-503, junto a la M-50. Pasa por la Urbanización Las Lomas, de Boadilla del Monte, por la M-50, y por el polígono comercial El Carralero, en Majadahonda. Finaliza su recorrido en la carretera M-513, en el núcleo urbano de Boadilla del Monte.